# Стража (връх)
Вижте пояснителната страница за други значения на Стража.
Стража  (Парамунски връх) е най-високият връх в едноименната планина Стража.
Изходни пунктове за изкачване на върха са селата Парамун, Лялинци и Велиново. Туристическата маркировка (червено) за изкачването на върха с изходен пункт с. Лялинци през март 2021 г. е в отлично състояние. Върхът се качва за 1 ч. 50 мин. Оттам се откриват великолепни гледки към Витоша, Руй, Драговски Камик, Любаш, Западна Стара планина, Вискяр, Рила и др. Планината е карстова, билото ѝ е голо, с малко дървесна растителност и безводна. Извършвани са залесявания с бял бор. На места неговите насаждения се изсичат, което загрозява планината.
Над склоновете ѝ може да се видят гарвани, големи ястреби, мишелови, както и много видове врабчоподобни птици. Сред ранно-пролетните цветя, внасящи особено очарование на каменистите склонове, са кокичета, кукуряк, съсънки и др.